# Philippe của Orléans, Bá tước xứ Paris
Vương tôn Philippe của Orléans, Bá tước xứ Paris (Louis Philippe Albert; 24 tháng 08 năm 1838 - 08 tháng 09 năm 1894), được xem là Vua của Pháp từ ngày 24 đến ngày 26 tháng 02 năm 1848 với vương hiệu Louis Philippe II, mặc dù ông chưa bao giờ được chính thức công bố như vậy. Ông là cháu trai của Louis Philippe I, Vua của Pháp. Ông là Bá tước xứ Paris và là người theo đuổi chủ nghĩa Orléanist, tuyên bố lên nắm giữ ngai vàng nước Pháp từ năm 1848 cho đến khi ông qua đời vào năm 1894.

## Cuộc sống đầu đời
Vương tôn Philippe trở thành Prince Royal, trữ quân của Vương quốc Pháp, sau khi cha ông, Vương tử Ferdinand-Philippe, Công tước xứ Orléans, qua đời trong một vụ tai nạn xe ngựa vào năm 1842. Mặc dù đã có một số nỗ lực trong những ngày sau khi ông nội ông thoái vị vào 1848 để đưa ông lên ngai vàng dưới vương hiệu Louis-Philippe II, với mẹ của ông (Helene xứ Mecklenburg-Schwerin) là Nhiếp chính, điều này chẳng có kết quả gì. Họ phải chạy ra nước ngoài sống lưu vong và nền Đệ Nhị Cộng hòa Pháp được thành lập.

## Nội chiến Hoa Kỳ
Philippe là một nhà sử học, nhà báo và nhà dân chủ thẳng thắn, ông đã tình nguyện phục vụ như một sĩ quan Quân đội Liên minh trong Nội chiến Hoa Kỳ cùng với em trai của mình, Vương tôn Robert, Công tước xứ Chartres. Ông được bổ nhiệm làm Tổng phụ tá với cấp bậc đại úy vào ngày 24 tháng 09 năm 1861 và phục vụ dưới tên Philippe d'Orléans, Bá tước xứ Paris. Ông phục vụ trong biên chế của Tư lệnh Binh đoàn Potomac, Thiếu tướng George McClellan, trong gần một năm. Ông đã làm nổi bật mình trong Chiến dịch Bán đảo không thành công. Ông cùng với em trai mình từ chức khỏi Quân đội Liên minh, vào ngày 15 tháng 07 năm 1862. Lịch sử Nội chiến của Philippe được coi là một tác phẩm tham khảo tiêu chuẩn về chủ đề này.

## Thu mục
- Flers, Hyacinthe, marquis de. Le comte de Paris. Paris: Perrin, 1888.
- Hanson, Edward. "The Wandering Princess: Princess Hélène of France, Duchess of Aosta". Fonthill, 2017.